# Wim Neijman
Wim Neijman (Amsterdam, 3 mei 1935 – Weesp, 24 juni 2005) was een Nederlands televisiejournalist en -presentator.
Neijman begon zijn loopbaan op 23-jarige leeftijd bij het IKOR als programmaleider bij de radio. In 1963 vertrok hij naar de VARA waar hij meewerkte aan Top of Flop om in 1965 weer terug te keren bij het IKOR. Hier werkte hij onder meer voor de actualiteitenrubriek Kenmerk.
Ook presenteerde hij in 1976 het jeugdprogramma Jouw beurt. Bovendien was hij omroeper bij de IKON, de omroep die in 1976 het IKOR opvolgde. In 1978 was hij de presentator van de Geloof, Hoop en Liefde Show op televisie waarin volwassenen zich openhartig uitspraken over relaties en seksualiteit. In 1994 was hij samen met Karin de Groot presentator van Ontbijt TV dat in het eerste half jaar een coproductie was van IKON, KRO en NCRV.
Tot aan zijn pensionering in 1995 bleef de televisiemaker verbonden aan de IKON. Na een lang ziekbed overleed Neijman in 2005.